# MISHMASH FRIDAY -金ズマ-
MISHMASH FRIDAY -金ズマ-は、CROSS FMで2021年4月2日より放送されている番組である。ナビゲーターはコウズマユウタ。
MARK IS 福岡ももち グームホテルスタジオからの生放送。

## 概要
2021年4月2日より放送開始。番組タイトルに含まれているMISHMASHには英語で「混合物」や「ごちゃまぜ」という意味があり、身近な話題についてMISHMASHしながらトークを繰り広げる。
2021年4月9日は諸事情により放送を休止し、代わりにFRIDAY SPECIAL BAYSIDE SHOCKを延長した。

## ナビゲーター
- コウズマユウタ
2022年3月4日はコウズマが取材のためお休み[2]。また、2024年8月2日もお休み。代打で栗田善太郎がナビゲート。
2022年7月15日、22日、2023年10月13日は、コウズマが体調不良のためお休み。代打で坂口カンナがナビゲート。
2025年2月28日は、コウズマが体調不良のためお休み。代打で岡部来亜がナビゲート。
2025年8月1日は、コウズマが夏休みのためお休み。代打でいわぶ見梨がナビゲート。

## コーナー
- 今週のコレ
今週気になった話題を振り返る。
- Smile Driving～広げよう、安全運転の輪～
交通安全、安全運転についてのお話。
- 今週のゲストorゲストコメント①
- 今週の担当さん
- 今週の川柳 
リスナーが世間のニュースや日々の出来事から川柳を作り、それを紹介する。
- 今週のゲストorゲストコメント②
- 熱音